# 米尔扎·法塔利·阿洪多夫
米爾扎·法塔利·阿洪多夫（1812年7月12日—1878年3月9日）是一位阿塞拜疆作家、哲学家、现代文学批评的缔造者。他主要以那些受欧洲启发的阿塞拜疆语剧作而知名。阿洪多夫一手为阿塞拜疆语文学的发展打开了新局面，同时也被尊为伊朗现代文学的奠基者之一。他还是伊朗现代民族主义的先驱者之一。主要作品有《普希金之死》《植物学家若尔丹先生》、《麦加朝圣的加拉》、《大不里士城的辩护士》等。

## 外部連結
- Biography （页面存档备份，存于）.
- Akhundov: Alphabet Reformer Before His Time, Azerbaijan International, Vol 8:1 (Spring 2000).
- http://mirslovarei.com/content_fil/AXUNDOV-MIRZA-FATALI-2072.html （页面存档备份，存于）